# 奧馬特區
16°40′26″S 70°58′12″W / 16.6739°S 70.9701°W
奧馬特區（西班牙語：Distrito de Omate），是秘魯的一個區，位於該國南部莫克瓜大區的桑切斯將軍山省，面積250.6平方公里，海拔高度2,160米，2007年人口3,900，人口密度每平方公里16人。